# Microdrosophila zetterstedti
Microdrosophila zetterstedti är en tvåvingeart som beskrevs av Wheeler 1959. Microdrosophila zetterstedti ingår i släktet Microdrosophila och familjen daggflugor. Arten är reproducerande i Sverige. Inga underarter finns listade i Catalogue of Life.